# Aska församling
Aska församling är en församling i  Borensbergs pastorat i Vätterbygdens kontrakt i Linköpings stift i Svenska kyrkan. Församlingen ligger till största delen i Motala kommun men även i Vadstena kommun, båda i Östergötlands län.

## Administrativ historik
Församlingen bildades 2006 genom sammanslagning av Varv och Styra församling, Västra Stenby församling och Fivelstads församling i Motala kommun samt Hagebyhöga församling och Orlunda församling i Vadstena kommun. Församlingen utgjorde till 2014 ett eget pastorat för att därefter ingå i Borensbergs pastorat.

## Kyrkor
- Fivelstads kyrka
- Hagebyhöga kyrka
- Orlunda kyrka
- Varv och Styra kyrka
- Västra Stenby kyrka